# Хшаново (Підляське воєводство)
Хшаново (пол. Chrzanowo) — село в Польщі, у гміні Пшитули Ломжинського повіту Підляського воєводства.
Населення — 132 особи (2011).
У 1975-1998 роках село належало до Ломжинського воєводства.

## Демографія
Демографічна структура станом на 31 березня 2011 року:
|          | Загалом | Допрацездатний вік | Працездатний вік | Постпрацездатний вік |
| -------- | ------- | ------------------ | ---------------- | -------------------- |
| Чоловіки | 67      | 13                 | 42               | 12                   |
| Жінки    | 65      | 14                 | 30               | 21                   |
| Разом    | 132     | 27                 | 72               | 33                   |